# Lucero
Lucero – stacja metra w Madrycie, na linii 6. Znajduje się w dzielnicy Latina, w Madrycie i zlokalizowana jest pomiędzy stacjami Laguna i Alto de Extremadura. Została otwarta 10 maja 1995.